# Piazza della Cattedrale (Vilnius)
La piazza della Cattedrale di Vilnius (in lituano: Katedros aikštė) è la piazza principale del centro storico di Vilnius e si estende di fronte alla Cattedrale metropolitana dei Santi Stanislao e Ladislao. Essa rappresenta un luogo chiave per la vita pubblica della città ed è situata all'incrocio delle due principali strade. In questo luogo si tengono regolarmente eventi pubblici come mercati, parate militari, eventi religiosi, concerti e spettacoli. La piazza della cattedrale oltre ad essere la principale della città, rappresenta uno dei più significativi e importanti simboli della Lituania.

## Informazioni

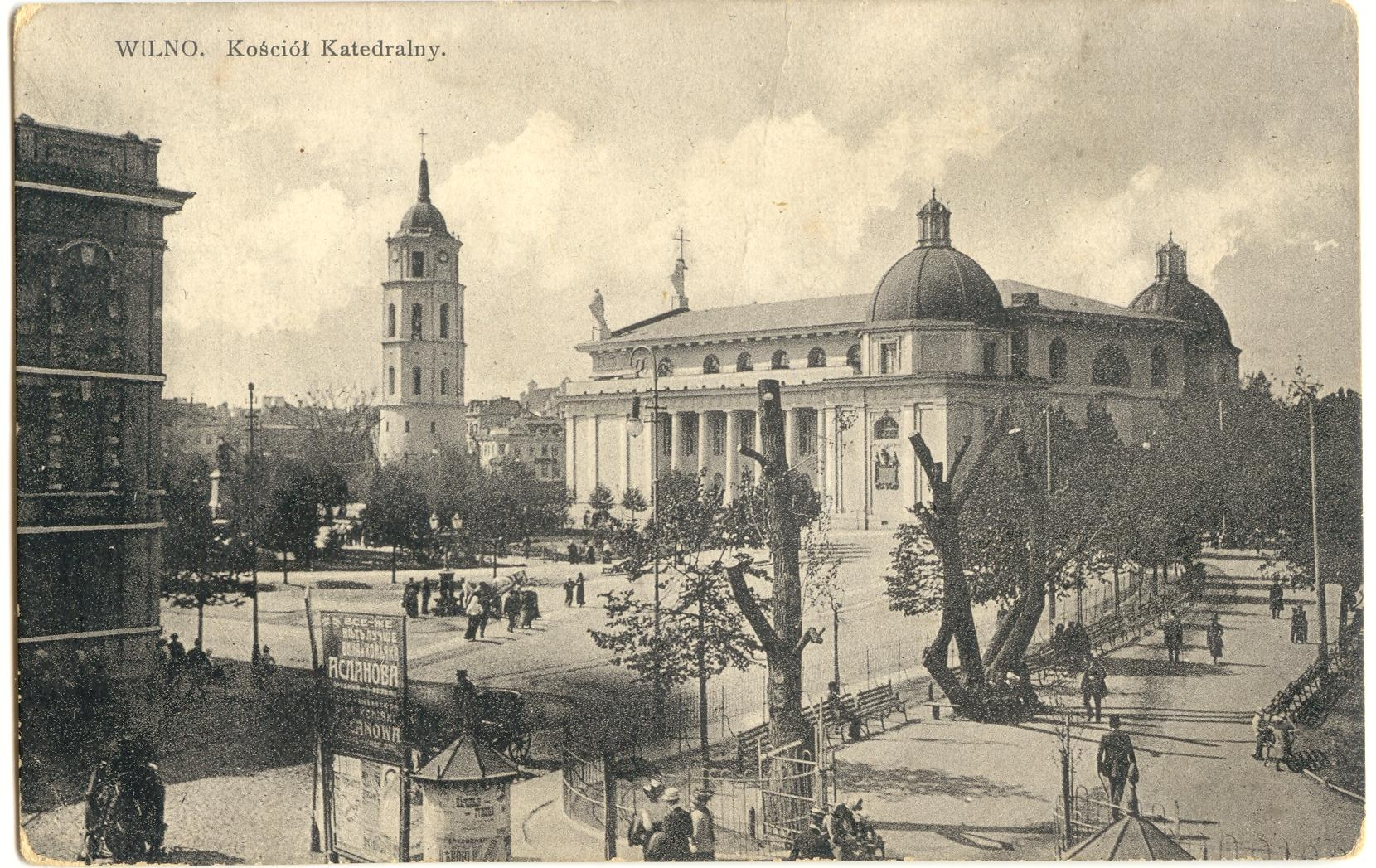
Rappresentazione della piazza antecedente alla guerra mondiale

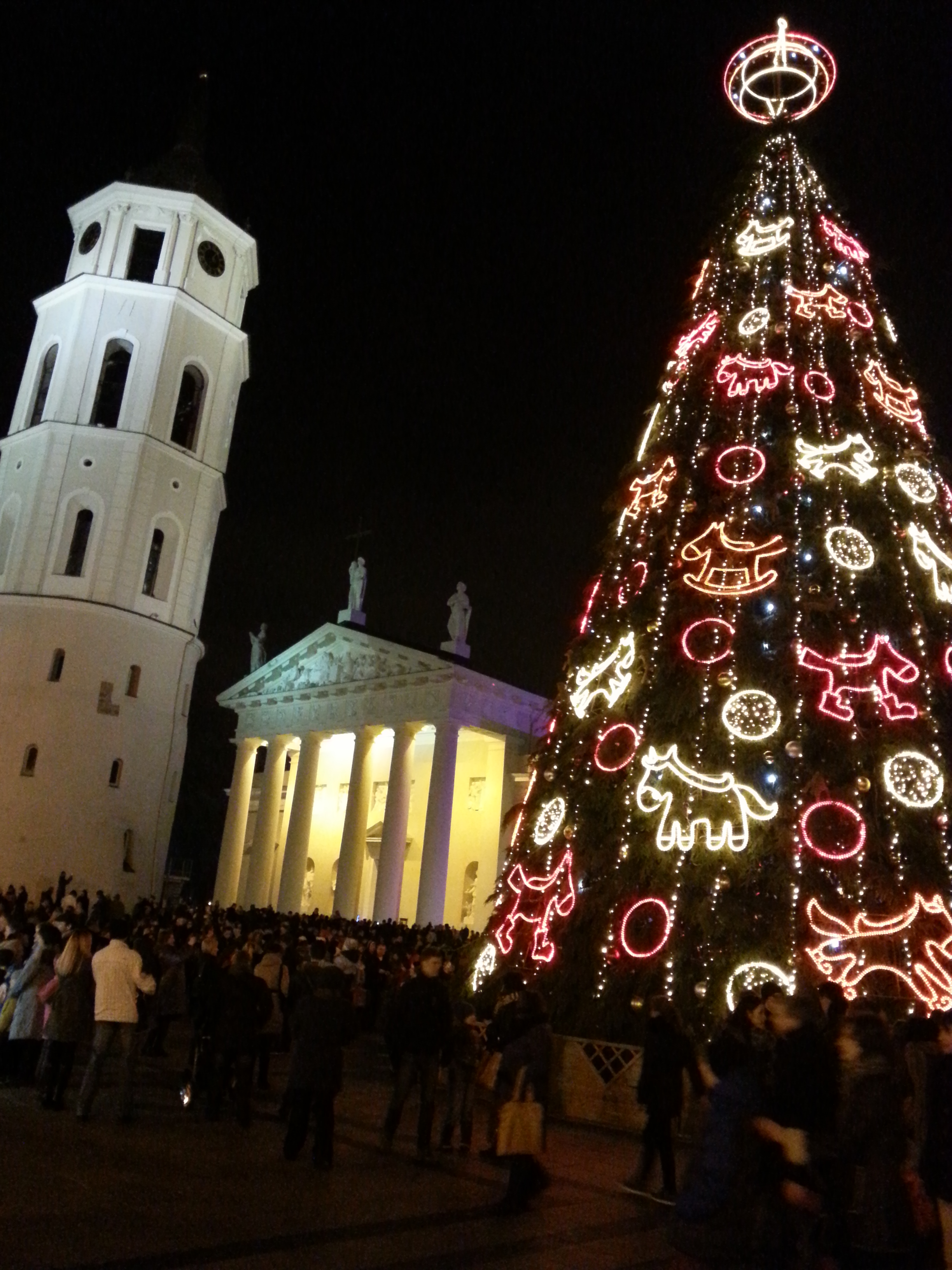
Piazza della Cattedrale in inverno

La piazza è stata costruita durante il diciannovesimo secolo, con un progetto di ristrutturazione dell'area che precedentemente era densamente popolata con edifici in stile medievale e rinascimentale. Parte dell'area era anche occupata dal Castello Inferiore. A seguito della creazione della nuova piazza, questa è diventata il principale spazio aperto del centro storico della città. In questo luogo venivano tenute le parate militari russe e l'annuale fiera intitolata a Casimiro di Cracovia. Durante il 1905 venne eretto il monumento a Caterina II di Russia per mano dello scultore Mark Matveevič Antokol'skij. Dopo l'occupazione tedesca del 1915 il monumento venne distrutto e il mercato di Casimiro di Cracovia venne spostato presso la piazza Lukiškės. Al momento festival e mercati vengono regolarmente tenuti in questo luogo. Durante le celebrazioni del Natale in questo luogo è tradizionalmente eretto l'albero più alto della città, insieme ad altre decorazioni natalizie come il presepe. È in questo luogo dove si tengono anche i festeggiamenti per la notte di Capodanno. 

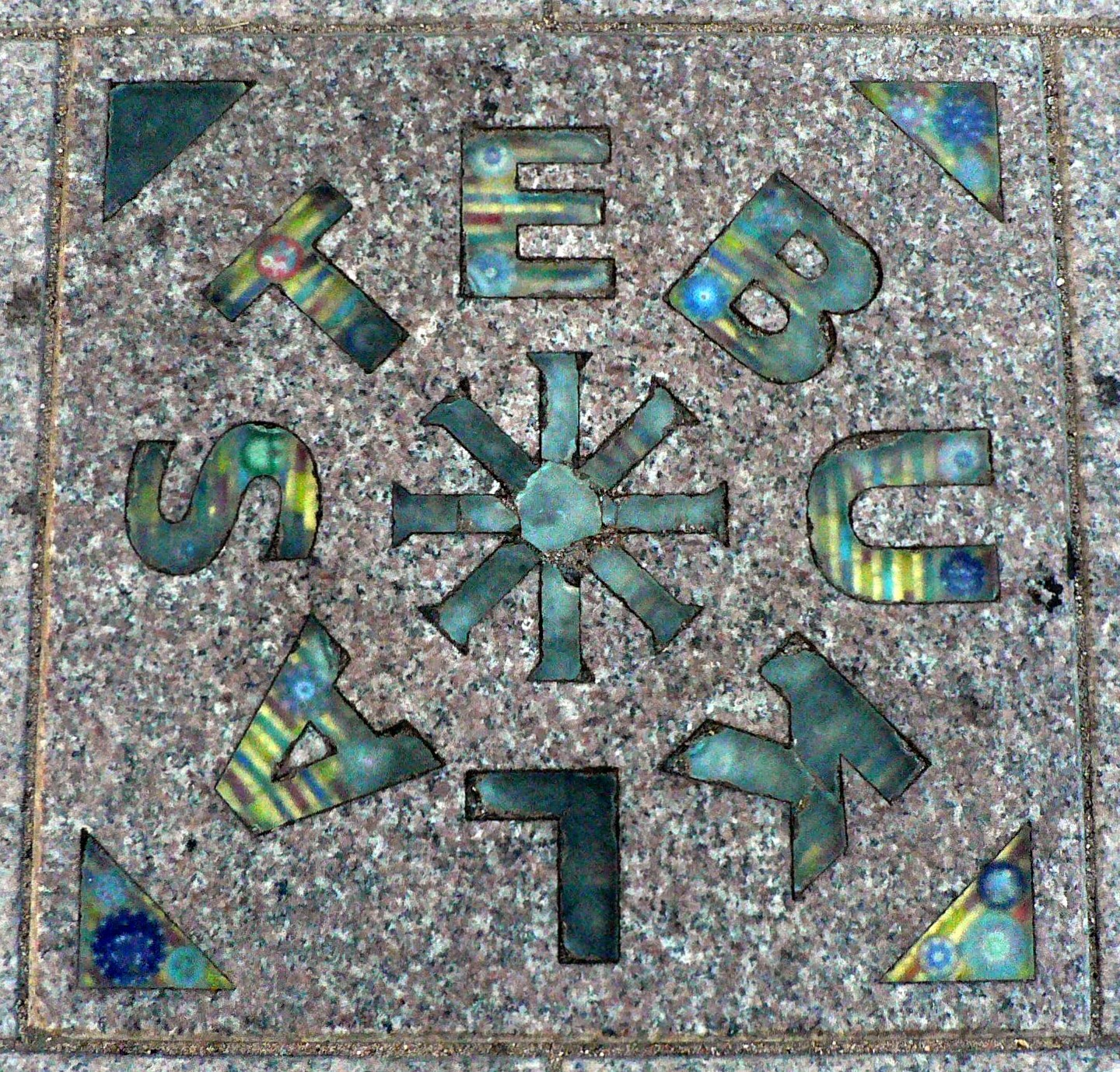
La "Pietra magica" le lettere formano la parola stebuklas (usando due volte la lettera S), miracolo in Lituano. Secondo la leggenda girando per tre volte attorno alla pietra i desideri si avverano

Uno degli elementi più importanti della piazza è la torre del campanile, situata molti metri distante dalla cattedrale stessa, caratteristica alquanto rara al di fuori del territorio italiano. Secondo l'ipotesi più accreditata la torre era una delle torri delle antiche mura di fortificazione del castello inferiore che una volta si ergeva su questo luogo. Secondo un'altra versione, non supportata dagli storici moderni, la base della torre era un piccolo tempio pagano, demolito e poi trasformato in campanile. Indipendentemente dalle sue origini, le parti inferiori della torre sono di origine medievale. La sezione sotterranea è la più antica ed è stata costruita nel XIII secolo sulla base del vecchio letto fluviale. Le parti superiori della torre furono aggiunte nel XVIII secolo, mentre il rivestimento neoclassico fu aggiunto nel XIX secolo, durante la ricostruzione della cattedrale.

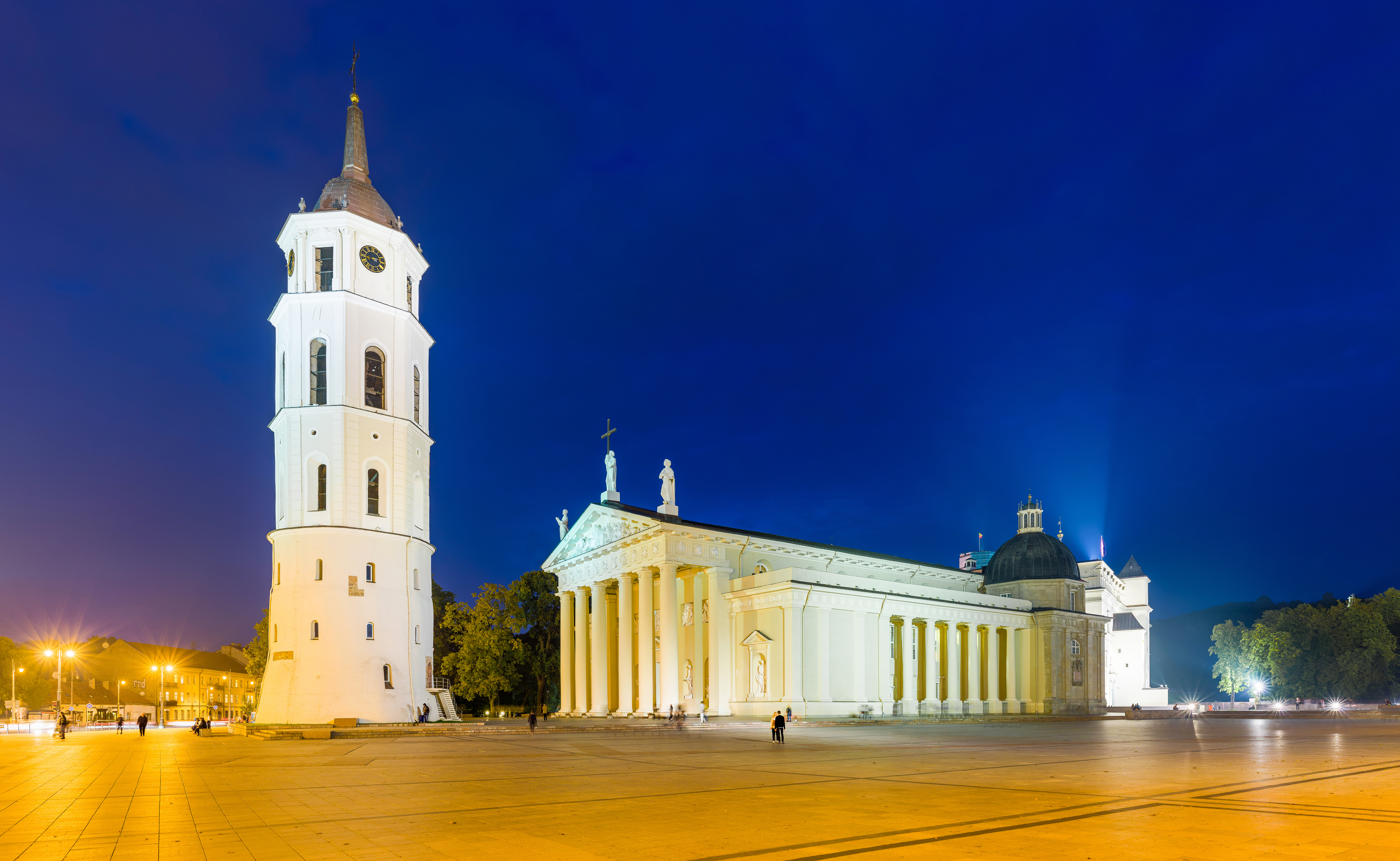
Piazza della Cattedrale di notte

Un'altra importante caratteristica della piazza è il monumento a Gediminas, il primo granduca di Lituania che governò la città dal 1316 al 1341, eretto dall'artista Vytautas Kašuba nel 1996. Il bronzo utilizzato per la sua costruzione fu confiscato e donato dalla guardia doganale lituana, mentre il marmo fu donato dal governo Ucraino. Nelle vicinanze si trova il "posto magico", secondo una credenza popolare esso è il luogo dove è partita la catena baltica che collegò Vilnius a Riga e Tallin e che ha segnato l'inizio della liberazione degli stati baltici dalla dominazione sovietica. Secondo una credenza, chiunque faccia tre giri su se stesso subito dopo essere passato su questa pietra può esaudire qualsiasi desiderio.
La pavimentazione della piazza fu ampiamente rinnovata durante l'anno 2000 utilizzando granito chiaro. I resti delle fortificazioni del Castello inferiore sono stati evidenziati nella pavimentazione usando del granito rosso.